# Martti Paavola

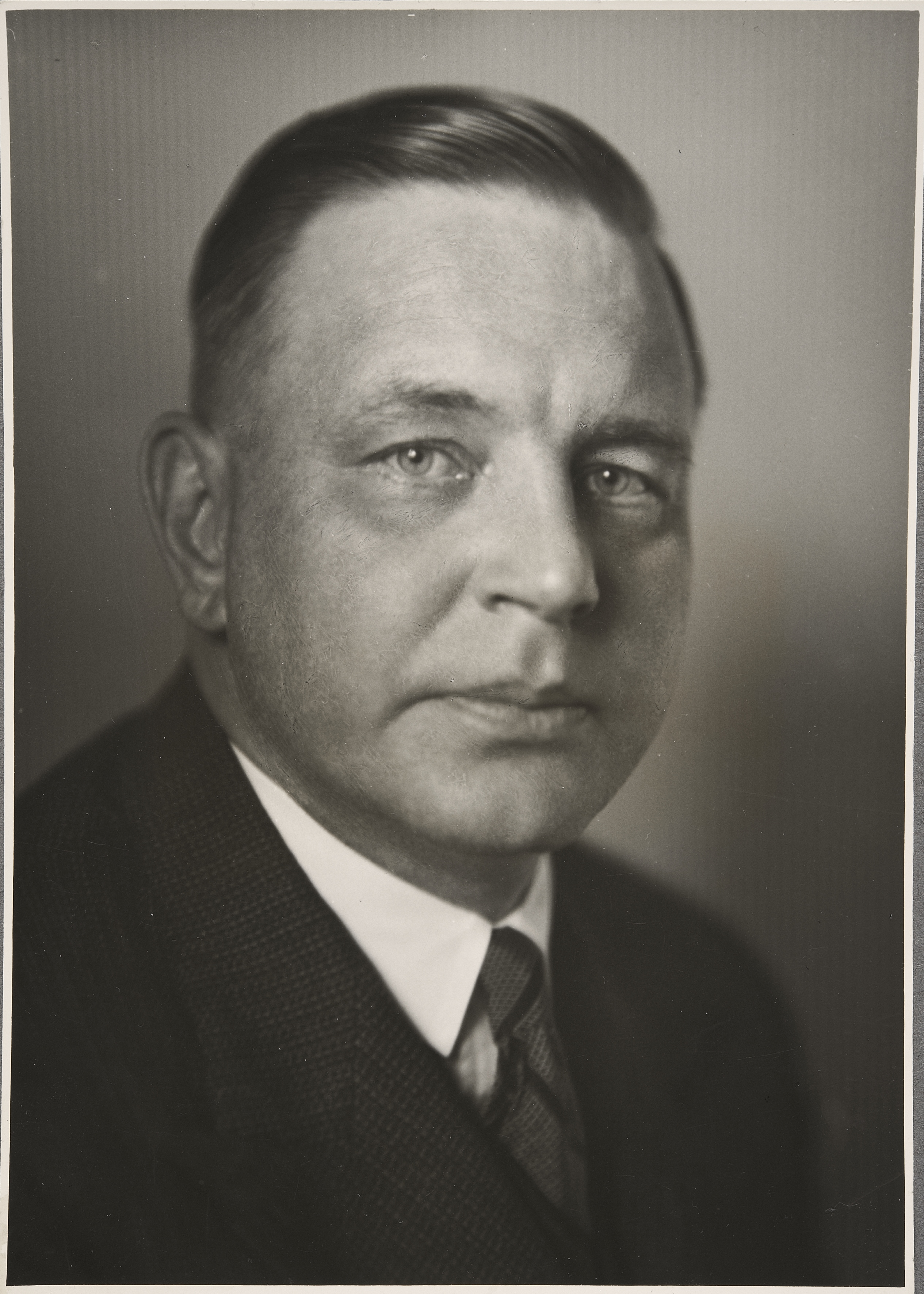
Martti Paavola.

Martti Lauri Paavola, född 20 juli 1898 i Janakkala, död 26 mars 1990 i Helsingfors, var en finländsk pianist och musikpedagog.
Paavola, som var son till försäkringsöverinspektör Kustaa Paavola och Hilma Karlsson, studerade vid Helsingfors musikinstitut 1917–1920, vid Hochschule für die Musik i Berlin 1920–1921, i Leipzig 1921–1924 samt i Paris 1927, 1928 och 1930. Han var lärare vid Folkkonservatoriet 1924–1935, vid Sibelius-Akademien 1927–1965 och blev professor i pianopedagogik 1960. Han var musikkritiker i flera tidningar 1924–1936 och höll konserter i Helsingfors från 1926. Han utgav Pianonsoiton alkeet (I–III, 1935–1938), 97 harjoitelmaa (1943–1945) och Vägen till virtuositet (1947). Han tilldelades Pro Finlandia-medaljen 1948.